# Bocula mollis
Bocula mollis là một loài bướm đêm trong họ Noctuidae.